# Qwirkle
Qwirkle es un juego de mesa abstracto para entre dos y cuatro jugadores creado por la diseñadora de juegos Susan McKinley Ross y publicado en 2006 por Mindware.
El juego no posee tablero y consiste en una serie de fichas de madera, cada una pintada en una de seis formas (cuadrado, estrella de cuatro puntas, cruz, círculo, estrella de ocho puntas y diamante) y en seis colores (verde, amarillo, rojo, azul, verde y naranja). De cada configuración posible hay 3 copias, resultando así un total de 108 piezas. 
El juego se inicia colocando todas las fichas boca abajo en el tablero y barajándolas aleatoriamente. Cada jugador roba seis fichas.
En su turno un jugador puede: 
- Colocar una o más fichas en la mesa.
- Saltar su turno para intercambiar una o más fichas de su mano con otras extraídas al azar.

La regla de colocación básica es que un jugador solo puede ampliar una única fila o columna, aunque es posible que amplíe otras colateralmente. Además, una misma fila o columna deberá ser igual en una de las dos características, es decir, todas las piezas deberán ser de la misma forma o todas las piezas deberán tener el mismo color. Adicionalmente, se aplica la restricción de que no puede repetirse en una misma fila/columna piezas con una misma configuración, esto es, misma forma y color. Así pues, una fila/columna podrá tener un máximo de 6 piezas.
El objetivo de los jugadores será acumular puntos mediante la colocación de fichas. En un movimiento, un jugador anotará tantos puntos como fichas contengan las filas y columnas que amplíe. Existe un caso excepcional que ocurre en el momento que un jugador completa una fila/columna, de forma que esta contiene las seis piezas distintas de una misma forma o de un mismo color. Para esa fila o columna se anota un qwirkle, es decir una puntuación doble de 12 puntos. Al final del turno, el jugador roba suficientes fichas para volver a tener seis en la mano.
La partida finaliza en el momento que uno de los jugadores se queda sin piezas, recibiendo un bono adicional de 6 puntos. El ganador será el jugador con más puntos de victoria.

## Secuelas
Existen dos secuelas del juego, obra de la misma diseñadora Susan McKinley Ross:
Qwirkle Cubes (2009). El objetivo del juego es el mismo: crear filas y columnas en las que las fichas coincidan en color o símbolo. En  esta versión las fichas son cubos con seis caras del mismo color y cada cara tiene un símbolo diferente.
Qwirkle Cards (2015), una versión que se juega con una baraja de 108 cartas en la que cada carta muestra un símbolo de color y cada uno de los seis símbolos aparece tres veces en cada uno de los seis colores.

## Premios y nominaciones
Entre otras distinciones, Qwirkle ha obtenido las siguientes:
- 2015 Nominado al premio Gouden Ludo.
- 2011 Ganador del ptremio Spiel des Jahres.
- 2011 Nominado al premio As d'Or.
- 2007 Ganador del premio Mensa Select.
- 2007 Nominado al premio Golden Geek en la categoría de mejor juego de mesa familar.
- 2007 Nominado al premio Golden Geek en la categoría de mejor juego infantil.
- 2006 Nominado al premio Meeples Choice Award.